# Паулина Кернберг
Паулина Фишър Кернберг (на английски: Paulina Fischer Kernberg) е американски психоаналитик, авторитет в областта на личностните разстройства и професор в Университета Корнел.

## Биография
Родена е на 10 януари 1935 година в Сантяго де Чиле, Чили. Придобива американско гражданство през 1968 г. Мъжът ѝ Ото Кернберг също е психоаналитик.
Работата ѝ включва изследвания на емоционалните ефекти на развода, където забелязва, че травмата при развод на родител е на второ място след смърт на родител в очите на децата. Следвайки тази работа тя помага да се основе клинична програма за деца от разведени семейства в Презвитерианската болница в Ню Йорк.
Кернберг е преподавател по психоанализа и по детска психоанализа в Центъра за психоаналитично обучение и изследване към Колумбийския университет. Автор е на над 100 статии в областта на детската психиатрия и психоанализа.
Умира на 12 април 2006 година в Ню Йорк на 71-годишна възраст.